# Pouteria salicifolia
Pouteria salicifolia är en tvåhjärtbladig växtart som först beskrevs av Spreng., och fick sitt nu gällande namn av Ludwig Radlkofer. Pouteria salicifolia ingår i släktet Pouteria och familjen Sapotaceae. Inga underarter finns listade i Catalogue of Life.